# AfB France
AfB France est une Entreprise adaptée créée le 27 janvier 2012 par Éric Laur, ancien élève de l'École supérieure libre des sciences commerciales appliquées. Elle emploie 180 personnes dont 70% sont atteints d'un handicap physique. La maison-mère allemande a été fondée le 4 octobre 2004.

## Activité
L'entreprise AfB France est spécialisée dans la collecte et la gestion de déchets d'équipements électriques et électroniques auprès d'entreprises ou de collectivités qui souhaitent se séparer de leur matériel informatique.
En deux ans, l'entreprise a collecté et traité quatre-vingt tonnes de DEEE informatiques.
Comme pour toute entreprise de reconditionnement informatique sérieuse, les supports de données sont effacés avec le logiciel blancco ou détruits, puis les équipements sont reconditionnés et testés. 
AfB les propose alors à la vente au prix de l'occasion assorti d'une garantie d'un an, avec une licence Windows 10 OEM. 
En favorisant le réemploi plutôt que l'achat de matériel neuf, l'activité d'AfB France participe à l'économie circulaire et contribue au développement durable.
Elle aide les entreprises à réaliser leur projet de responsabilité sociétale.
En 2018, AFB France a collecté 350 tonnes de matériel représentant plus de 50.000 articles qui ont pu être réemployés à plus de 65 %. Certifiée ISO 9001 et conforme au règlement général sur la protection des données, sa procédure de collecte, transport, identification des produits, effacement des données, tests, est rigoureuse. Le modèle, qui associe une boutique ouverte au public installée à côté d’un lieu de stockage et d’un atelier de réparation, a d’abord été déployé à Annecy. À partir de 2016, il a été dupliqué à Grenoble, Caen et Nantes.

## Partenariats
L'entreprise s'appuie sur des partenariats d'entreprises nationales mais aussi sur des collectivités territoriales. La ville d'Annecy a déjà accordé sa confiance à AfB. Le Conseil général de la Haute-Savoie lui confie également son matériel informatique usagé ainsi que celui de ses 49 collèges.